# 久城育夫
久城 育夫（くしろ いくお、1934年3月30日 - ）は、日本の地球科学者。専門は岩石学。学位は、理学博士（東京大学・1962年）（学位論文「Petrology of Atumi dolerite(温海粗粒玄武岩の岩石学的研究)」）。日本人で唯一のウォラストン・メダルの受賞者。東京大学名誉教授。日本学士院会員。勲等は瑞宝重光章。
東京大学理学部助教授、カーネギー研究所地球物理研究所所員、東京大学理学部教授、東京大学理学部学部長、東京大学副学長、岡山大学教授、岡山大学地球内部研究センターセンター長、海洋科学技術センター固体地球統合フロンティア研究システムシステム長などを歴任した。

## 来歴

### 生い立ち
大阪府出身。1952年、東京教育大学附属中学校・高等学校（現・筑波大学附属中学校・高等学校）卒業（特別科学学級在籍）。1957年、東京大学理学部地質学科卒業、理学士の学位を取得。1959年、理学修士の学位を取得。1962年、東京大学大学院数物系研究科地質学専攻博士課程修了、「Petrology of Atumi dolerite(温海粗粒玄武岩の岩石学的研究)」で、理学博士の学位を取得。

### 地球科学者として
東京大学理学部教授、理学部学部長、副学長、岡山大学地球内部研究センター長、海洋科学技術センター（当時、現海洋研究開発機構）固体地球統合フロンティア研究システム長などを歴任。1982年、「造岩物質の実験岩石学的研究（特にこれによるマグマ論への寄与）」で日本学士院賞受賞。1993年から日本学士院会員。

## 顕彰
南極大陸で採集された隕石中に発見されたCaAlAlSiO6組成の新鉱物は、久城の業績を称えて「久城石」(Kushiroite)と命名された。

## 受賞歴
- 1982年 - 日本学士院賞
- 1988年 - 日本地質学会賞
- 1999年 - アーサー・ホームズメダル（ヨーロッパ地球科学連合）
- 1999年 - ハリー・ヘスメダル（米国地球物理学連合）
- 1999年 - ロブリングメダル（米国鉱物学会）
- 2001年 - ゴールドシュミットメダル（国際地球化学会）
- 2003年 - ウォラストンメダル（ロンドン地質学会）
- 2004年 - 渡邉萬次郎賞（日本岩石鉱物鉱床学会）

## 叙位・叙勲
- 2009年 - 瑞宝重光章[2]

## 著書
- 『岩石学I - 偏光顕微鏡と造岩鉱物』都城秋穂 との共著、共立出版〈共立全書〉、1972年、ISBN 4-320-00189-3。
- 『岩石学II - 岩石の性質と分類』都城秋穂 との共著、共立出版〈共立全書〉、1975年、ISBN 4-320-00205-9。
- 『岩石学III - 岩石の成因』都城秋穂 との共著、共立出版〈共立全書〉、1977年、ISBN 4-320-00214-8。
- 『月の科学』武田弘・水谷仁 との共編、岩波書店年、1984。
- 『日本の火成岩』青木謙一郎・荒牧重雄 との共編、岩波書店、1989年、ISBN 4-00-005766-9。
- 『火成岩とその生成』荒牧重雄 との共編、岩波書店〈地球科学選書〉、1991年、ISBN 4-00-007835-6。